# SŽD-Baureihe СО
Die Dampflokomotiven der SŽD-Baureihe СО waren Universal-Dampflokomotiven der SŽD und als Weiterentwicklung der Baureihe Э entstanden. Sie lagen zwischen dieser Reihe und der größeren SŽD-Baureihe ФД. Ihre Bezeichnung erhielten sie nach Sergo Ordschonikidse.

## Vorgeschichte
1933 wurde in der Lokomotivfabrik Luhansk der Bau der SŽD-Baureihe ФД begonnen. Da diese Lokomotive zu der Zeit wegen des hohen Achsdruckes und der Länge nicht freizügig einsetzbar und die Russische Baureihe Э zu der Zeit schon veraltet war, musste für den erhöhten Bedarf an Güterzug-Dampflokomotiven eine neue Lokomotive entwickelt werden. Sie sollte ohne Umbau der Betriebswerke, Drehscheiben und ohne Verstärkung des Oberbaues einsetzbar sein. Gleichzeitig sollte sie leistungsstärker als die Baureihe Э sein. Daher entstand im Allrussischen Forschungsinstitut für Schienenverkehr ein Skizzenprojekt einer Dampflok der Achsfolge 1’E h2 auf der Basis der Reihe Э. Der Übergang von der Achsfolge E zur Achsfolge Typ 1’E erlaubte bei Beibehaltung der Achslast eine bedeutende Vergrößerung des Kessels und damit eine Erhöhung der Zugkraft.

## Projektierung

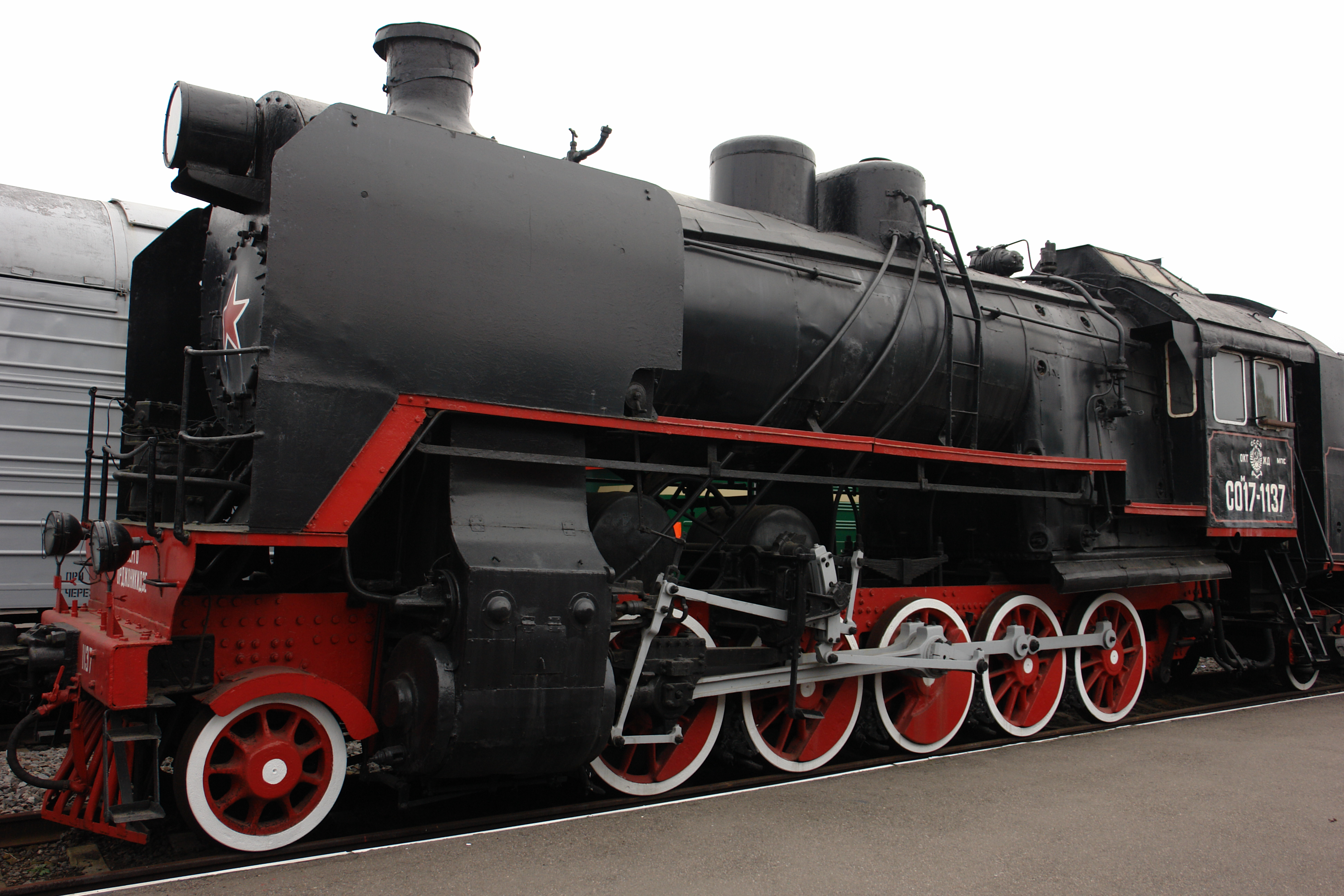
CO17-1137 im Russischen Eisenbahnmuseum in St. Petersburg

Die detaillierte Ausarbeitung des Projektes und die Arbeitszeichnungen führten ein Kollektiv der Lokomotivfabrik Charkow aus. Am 7. November 1934 war die erste Lokomotive der Baureihe fertiggestellt. Die Rostfläche des Kessels betrug 6 m² gegenüber den 4,46 m² bei der Reihe Э, die vollständige Verdampfungsfläche 229,7 m² und die Überhitzerfläche 93,6 m². Die letzten zwei Parameter galten nur bei den ersten drei Versuchsdampfloks CO 17-1 bis CO 17-3, diese besaßen 147 Rauch- und 50 Heizrohre. Die weiteren Dampfloks der Serie CO besaßen 139 Rauch- und 52 Heizrohre, bei denen war die vollständige Verdampfungsfläche 227,4 m² und die Überhitzerfläche 97,3 m². Der Dampfdruck des Kessels war bei allen Varianten mit 14 bar gleich.
Die Dampflokomotiven der Reihe CO besitzen eine radiale Feuerbüchse mit zylinderförmiger Decke sowie einen Überhitzer der Bauart Schmidt. Die Lokomotive war für eine mechanische Rostbeschickung vorgesehen. Es gab jedoch auch Lokomotiven mit Ölfeuerung. Der Zylinderdurchmesser betrug 650 mm und der Kolbenhub 750 mm. Es wurden Räder mit einem Durchmesser von 1320 mm verwendet. Die vordere Laufachse, die als Bisselachse ausgeführt war, konnte mit der der Reihe ФД getauscht werden. Der Rahmen wurde als Blechrahmen mit einer Stärke von 32 mm gebaut.
Die Dienstmasse der Lokomotive betrug 96,5 t, die Reibungsmasse 87,5 t, und der mittlere Achsdruck 17,5 t. Die ersten Lokomotiven der Serie erhielten die Bezeichnung CO 17. Die Höchstgeschwindigkeit der Lokomotive betrug ursprünglich 65 km/h, später wurde sie auf 70 km/h und ab 1936 auf 75 km/h erhöht. Die Prüfung der Dampflokomotiven auf dem Versuchsring des Allrussischen Forschungsinstitutes für Schienenverkehr zeigten, dass sie ökonomisch arbeiteten und 6–7 % mehr Masse bei einer 30 bis 35 % höheren Geschwindigkeit als die Reihe Э befördern konnten.

## Produktion und Modernisierungen

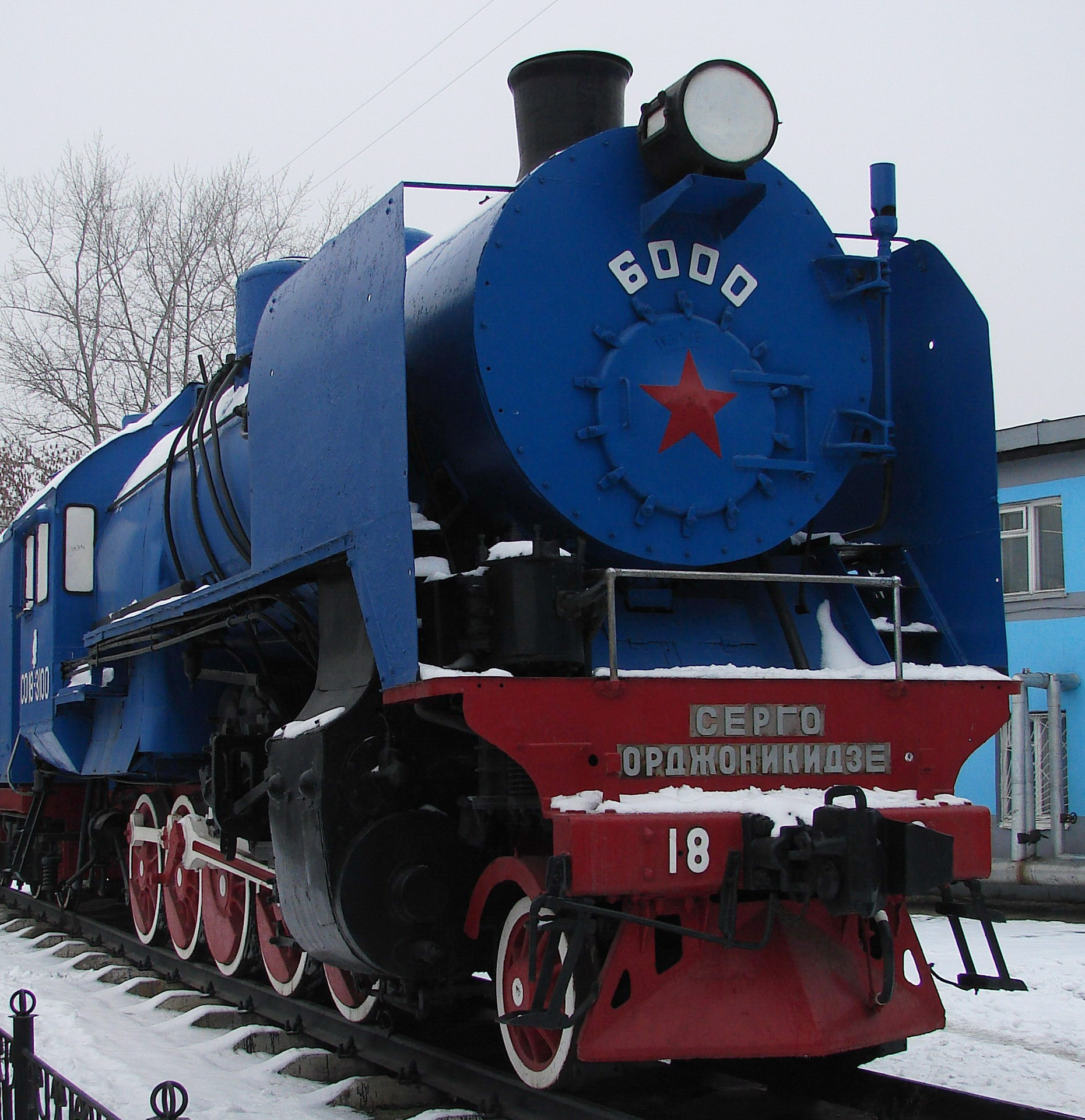
Frontansicht der CO18-3100 als Denkmal in Wologda

Von 1935 an erfolgte die Serienproduktion der Lokomotiven der Serie CO. Zur Beseitigung der Schwachstellen erarbeitete 1938 das Allrussische Forschungsinstitut für Schienenverkehr einen verbesserten Plan, die Lokomotiven wurden danach nach diesen Zeichnungen gefertigt. Verbessert wurden die Lager der Treib- und Steuerstangen; diese wurden auf Lager mit schwimmenden Buchsen umgebaut.
1936 wurde die Lokomotive CO 17-1 als Kondenslokomotive umgebaut, ihr folgten bis 1942 noch 1435 Maschinen. Die Achsmasse des Kondenstenders betrug 19 t. Sie erhielten die neue Bezeichnung CO 19.
Die ersten beiden Lokomotiven mit Saugzuggebläse ohne Kondensation des Dampfes wurden 1939 im Werk Charkow gebaut und waren eingerichtet mit Wassererhitzung aus dem Werk Brjansk. Deren Dienstmasse betrug ungefähr 103 t, die Reibungsmasse etwa 90 t – 92 t, die Achslast 18 t. Daraus leitete sich die Bezeichnung CO 18 ab. Die ersten Lokomotiven, CO 18.1480 und CO 18.1481, erhielt das Betriebswerk Moskau der Leningrader Eisenbahngesellschaft.
Von 1940 an wurden weitere Lokomotiven mit der Bezeichnung COW ausgeliefert. Sie waren für die Verwendung von Kohle minderer Qualität geeignet und hatten gegenüber den Ursprungslokomotiven einen geringeren Brennstoffverbrauch. Das Saugzuggebläse war gegenüber dem Blasrohr kompliziert, sie war teurer in Herstellung und Instandhaltung. Der erhöhte Gegendruck auf den Kolben der Dampfmaschine bei Dampfabgabe senkte ihre Leistung. Deswegen wurde das Gebläse ab 1955 durch ein Blasrohr ersetzt.
Die Dampfloks der Reihe CO und COW wurden in der Lokomotivfabrik Charkow, der Lokomotivfabrik Brjansk und der Lokomotivfabrik Luhansk bis zum Beginn des Deutsch-Sowjetischen Krieges gebaut. Am 30. April 1938 begann die Auslieferung durch die Lokomotivfabrik Ulan-Ude, erste war die CO 17.1501. Im Oktober 1941 begann aus Kriegsgründen die Produktion in der Lokomotivfabrik Krasnojarsk. Als erste wurde die CO 17.1600 im Mai 1943 an die Moskauer Eisenbahn für die Strecke Moskau nach Kasan ausgeliefert.
1943 überarbeitete das Werk Ulan-Ude die Konstruktion mit dem Ziel der Verringerung von Details. Nietverbindungen des Kessels wurden durch Schweißverbindungen ersetzt, der Dampfdruck wurde von 14 auf 15 bar erhöht und einzelne Elemente des Dampfmechanismus geändert. Es wurden Kolben ohne Gegenstange geliefert und die Rahmenkonstruktion änderte sich. Die Befestigung des Kessels am Rahmen wurde geändert und auf die Windleitbleche verzichtet. Der Tender wurden geschweißt, ebenso wurden die arbeitsintensiven genieteten Drehgestelle durch geschweißte mit Raddurchmessern von 1050 mm ersetzt. Diese Änderungen wurden an der Musterlokomotive CO 17-1551 durchgeführt, die Bezeichnung der Baureihe änderte sich daraufhin auf COU (von u = Ulan-Ude). Diese Lokomotive war um 1,3 t leichter, ihr Tender um 7,7 t. Die COU.1551 wurde bei der Moskauer Eisenbahn von Moskau nach Kasan, später auf den Strecken um Kirow eingesetzt.
1952 wurde bei der CO 18.1731 eine Kohlenstaubfeuerung eingebaut. Der Kohlenstaub wurde pneumatisch vom Bunker in den Tender gefördert, das Saugzuggebläse für den Transport des Kohlenstaubes vom Tender in die Feuerbüchse. 1953 wurde für die Maschine eine eigene Dreikammer-Feuerbüchse gebaut, wodurch die Verbrennung des Kohlenstaubes verbessert werden konnte.
Ende der 1940er, Anfang der 1950er Jahre wurde das Saugzuggebläse bei den Lokomotiven der Reihe CO 18 durch ein Blasrohr ersetzt. Hatten die Lokomotiven eine mechanische Rostbeschickung, so wurde die Bezeichnung in COM geändert. Hatten sie eine Ölfeuerung, bekamen sie die Bezeichnung CON.

## Einsatzgebiete
Zum Stand 1. Januar 1940 waren die Dampflokomotiven der Reihen CO bei elf Eisenbahngesellschaften im Einsatz, darunter:
- in der Belorussischen SSR, der Eisenbahn von Moskau nach Kiew und bei der Piwdenna Salisnyzja,
- bei der Wostotschno-Sibirskaja schelesnaja doroga,
- bei der Sabaikalskaja schelesnaja doroga und in der
- Ukraine.

Die Lokomotiven der Reihe COW fuhren hauptsächlich bei der Gorkowskaja schelesnaja doroga, der Strecke von Moskau nach Kasan, der Kuibyschewskaja schelesnaja doroga und der Eisenbahn um Kirow.

## Denkmallokomotiven

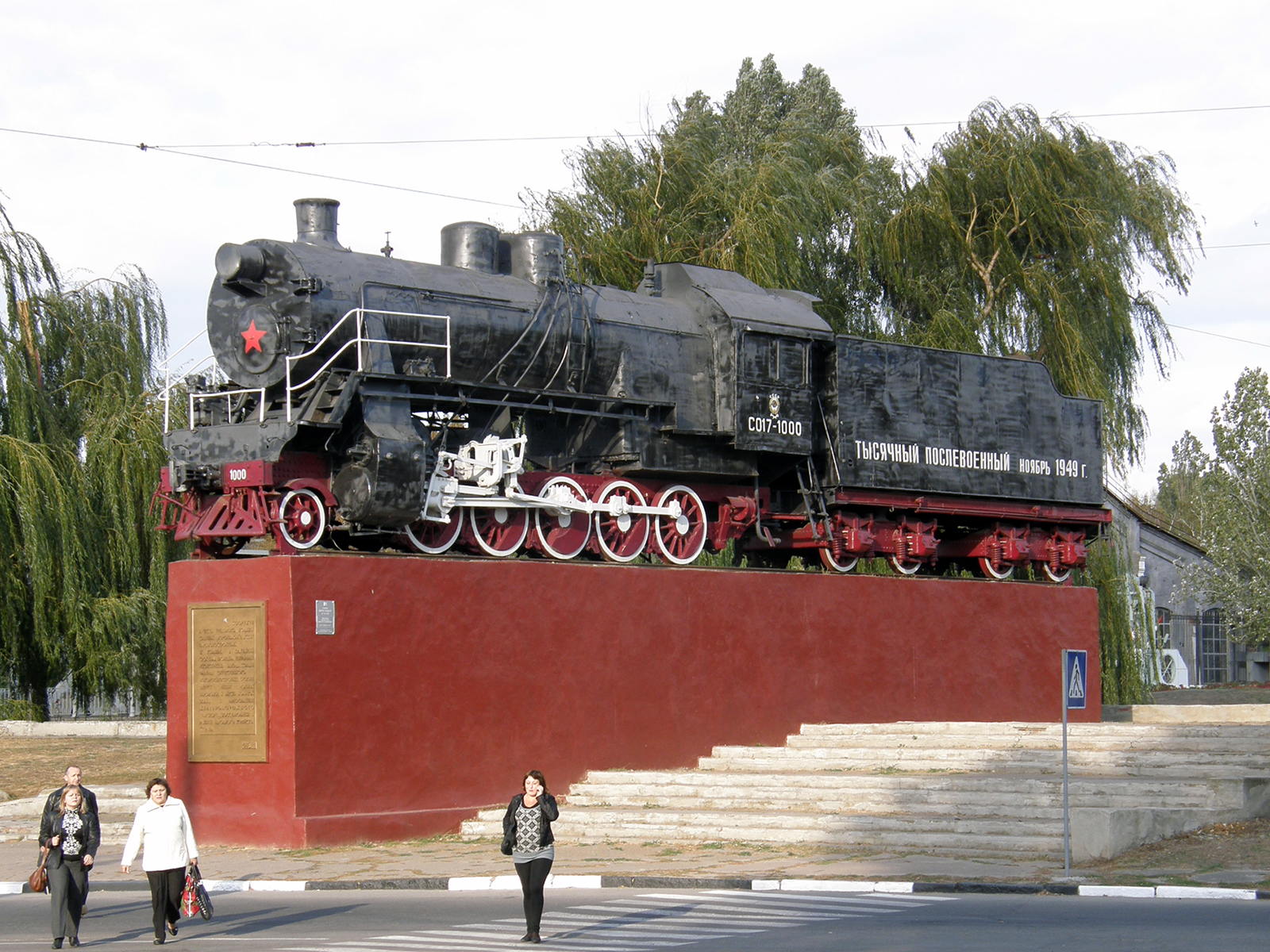
CO17-1100 als Denkmal vor der Lokomotivfabrik Luhansk

Die CO 17-12 und CO 17-1613 fuhren den Zug zur Potsdamer Konferenz nach Berlin. Diese beiden Lokomotiven wurden Denkmallokomotiven, die CO 17-12 1975 am Bahnhof Tichorezk und die CO 17-1613 1974 in Dnipropetrowsk.
In Ulan-Ude und Krasnojarsk wurden die ersten in diesen Werken hergestellten Lokomotiven, die CO 17-1501 und die CO 17-1600 als Denkmal aufgestellt. Die CO 17-2874 steht in Kandalakscha, die CO 17-2873 im Lokdepot von St. Petersburg und die CO 17.1000 bei der Lokomotivfabrik Luhansk. 1995 wurde die CO 18.3100 in Wologda aufgestellt.
In Kiew steht die CO 17.4371 am Bahnhof Kiew-Towarno.
Die CO 17-3268, Baujahr 1948, ist im Eisenbahnmuseum im weißrussischen Brest.

## Dampflok im betriebsfähigen Zustand
Im betriebsfähigen Zustand sind die Lokomotiven CO 18.2018, 1941 erbaut, und CO 17.2359, 1948 erbaut, im Depot St. Petersburg erhalten.